# 로보트카
로보트카(Lobotka)는 에스토니아 남동부 버루주 세토마 패리시의 마을이다.